# Тупраккалинский район
Тупраккалинский район (узб. Tuproqqalʼa tumani / Тупроққалʼа тумани) — административная единица в составе Хорезмской области Узбекистана. Административный центр — город Питнак.
Площадь района составляет 1,60 тысяч кв. км. Население — 61,300 человек по состоянию на 2025 год. 

## История
Тупраккалинский район был образован по инициативе президента Узбекистана Ш. М. Мирзиёева, путём выделения из состава Хазараспского района. 23 марта 2020 года решение было принято Законодательной палатой, а 24 марта одобрено Сенатом.

## Административно-территориальное деление
В состав района входят 18 населённых пунктов.